# Shōmu

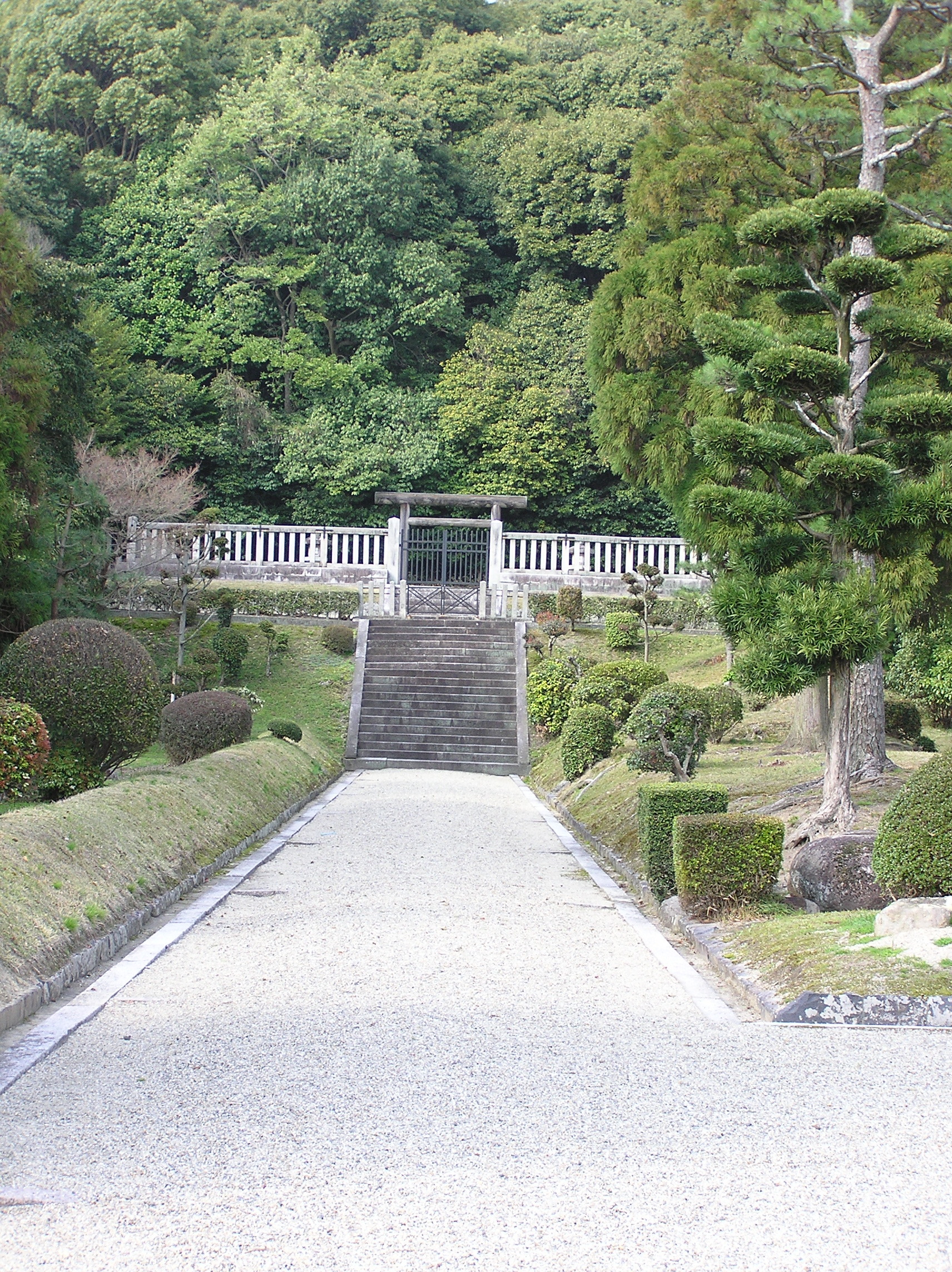
Grabstätte von Shōmu

Shōmu (jap. 聖武天皇, Shōmu-tennō; * 701; † 4. Juni 756 [japanischer Kalender: 756/5/2]) war von 724 bis 749 der 45. Tennō von Japan, abgedankt 749/7/2. Sein Eigenname war Prinz Obito.

## Genealogisches
Prinz Obito war ein Sohn des Mommu-tennō, deshalb war er ein Enkel von vier Tennō, Temmu, Tenji und dessen Tochter Jitō, sowie seiner Großmutter Gemmei, die nach dem Tod seines Vaters 707 bis 715 regierte. Seine Mutter war Fujiwara no Miyako, eine Tochter des Fujiwara no Fuhito.
Da sein Vater schon 707 starb, regierte zunächst seine Großmutter Gemmei als 43. Tennō und nach deren Abdankung seine Tante Genshō bis zu seiner Volljährigkeit 724 als 44. Tennō. Die Frau Shōmus, Fujiwara no Kōmyōshi (藤原光明子), war die Tochter der zweiten Frau Fuhitos. Sie war, erst Nebenfrau, ab 729/8/1 Hauptgemahlin, die erste Kaiserin (Kōgō), die nicht kaiserlichen Geblüts war. Mit ihr hatte er einen Sohn und zwei Töchter. Sein Sohn, der schon mit 11 Monaten zum Kronprinzen ernannt worden war, starb in der Kindheit. Seine erste Tochter war die Kōken-tennō, die während ihrer zweiten Regentschaft Shōtoku-tennō hieß. Die andere Tochter wurde die Gemahlin (kōgō) des Kōnin-tennō.

## Regierungszeit
Seine Regierungszeit liegt am Höhepunkt der Nara-Zeit (710–749). Die Macht der beiden zweitstärksten Sippen (Uji), unter ihnen die Fujiwara, erlebte wegen einiger Todesfälle (durch Seuchen) einen Einschnitt, Shōmu konnte also tatsächlich vermutlich mehr Macht auf sich vereinen als andere Tennō.
Zwischen Inthronisation und seinem Tod fallen folgende Äranamen (Nengō):
- 724 Jinki
- 729 Tempyō auch Tenbyō oder Tenhei
- 749 Tempyō-Kampō (ab 14. Tag, 4. Monat; Anlass: erster Goldfund in Japan)
- 749 Tempyō-Shōhō (ab 19. Tag, 8. Monat; Regierungsantritt Kōken)

Prinz Nagaya (長屋王, 684–729), der 2. Sohn Temmus, wird 718 Dainagon, 721 Kanzler zur Rechten (Udaijin), 724 Kanzler zur Linken (Sadaijin). 729 wird heimlich gemeldet (von 'Nuribe no Miytsuko Kimitari' und 'Nakatomo no Miyakoto Muraji Azumabito'), dass er eine Verschwörung im Sinn habe. In der Nacht werden die Verschwörer umstellt. Nagaya tötet sich und die Seinen. In seiner Position als Udaijin verhinderte er die Verleihung des Ehrentitels daifujin an die Kaiserinmutter (aus dem Hause Fujiwara, daher nicht kaiserlichen Geblüts). Er machte sich damit die vier Söhne Fujiwara no Fubitos zu Feinden, denen eine solche Rangerhöhung ebenfalls gedient hätte. Es ist davon auszugehen, dass diese das Gerücht der Umsturzpläne streuten. An der Spitze der Truppen, die Nagayas Haus belagerten, stand dann auch Fujiwara no Umasaki.
Unmittelbar nach Nagayas Selbstmord wurde dann auch Kōmyō, der Shōmus Hauptfrau der Titel einer Kaiserin (kōgō) verliehen, der bis dahin Angehörigen der kaiserlichen Familie vorbehalten war. Die Vorgänge stärkten auch die Stellung der Fujiwara innerhalb des Staatsrats bedeutend, hielten sie vorher zwei von zehn Positionen, so waren es 736 schon vier von acht.
Shōmu fühlte sich offensichtlich persönlich verantwortlich für den schlechten Zustand des Reiches, in dem insbesondere ab 735 Seuchen und Hungersnöte wüteten. In diese Zeit fallen eine Vielzahl von ihm angeordnete Sutrenlesungen, Amnestien und Steuererlasse mit Verteilung von Reis aus regierungseigenen Speichern. Politisch war der Tod der vier Fujiwara-Brüder (737) im Staatsrat für ihn eher willkommen. Durch Neubesetzung der Positionen mit Mitgliedern von relativ obskuren Klans gewann er größeren Entscheidungsspielraum. Während der Rebellion des Fujiwara no Hirotsugu, die 740 in Kyushu begann, begann der Kaiser eine fünfjährige Periode der Wanderschaft, während der Plan, eine vorübergehende (?), neue Hauptstadt Kuni-kyō (heute: Kizugawa) zumindest in Grundzügen ausgelegt, aber nach 3 Jahren wieder aufgegeben wurde. 744 folgte dann eine kurze Verlegung der Residenz in den Palast Naniwa in Naniwa (heute: Osaka) und 745 für 5 Monate in den Palast Shigaraki in Shigaraki (heute: Kōka) bis dann, wohl angestoßen durch den plötzlichen Tod des Kronprinzen, die Rückkehr nach Heijō-kyō (Nara) erfolgte. Gleichzeitig war auch auf Rat der Äbte der Nara-Schulen entschieden worden, den Daibutsu nicht in Shigaraki zu errichten, sondern in Nara.
Er war der erste männliche Tennō, der eine Frau zu seiner offiziellen Thronfolgerin machte.

## Buddhismus
Shōmu ist bekannt für seine Zuwendung zum Buddhismus. Jahrzehntelange Versuche des Kaiserhauses, die Kontrolle über den Buddhismus zu erlangen, hatten kaum etwas gebracht: Die mächtigen Familien besaßen Sippen-Tempel (Uji-dera), im Volk waren nicht offiziell Ordinierte Hijiri und Zenji tätig. Das aufrührerische Potential von Laiengruppen im Volk, Chishiki, war ebenfalls nicht zu unterschätzen. Shōmu schaffte es, einen neuen Ritsuryō-Buddhismus (Staatsbuddhismus) aufzubauen. Um die starken Uji-dera zu schwächen, organisierte er erstmals die Nara-Roku-shū, die sechs Schulen von Nara. Diese hatten (vermutlich neben anderen Schulen) ihren Sitz in einem oder mehreren der Uji-dera, werden aber in den historischen Quellen außer ihrer Namensnennung kaum sichtbar.
Er unterstützte die Etablierung der Kegon-Schule im Tōdai-ji. Der Tōdai-ji war auch der Mittelpunkt der von Shōmu 741 gegründeten Landesschutztempel (Kokubunji), die sich in Mandalaform um ihn gruppieren sollten. Dieser Tempel wurde damit das religiöse Zentrum seines Reiches. Vier andere buddhistische Schulen wurden aufgefordert, den Tōdai-ji ebenfalls als Sitz zu verwenden. Diese fünf wurden damit die ersten der sechs Schulen von Nara. Als letzte der Schulen kam die Risshū hinzu. Er lud den Mönch Ganjin aus China ein, der die mönchischen Ordensregeln, das Vinaya (jap. Ritsu), welches bis dato nur in korrumpierter Form bekannt war, nach Japan brachte. Der Risshū wurden, ebenfalls im Tōdai-ji, sämtliche offiziellen Ordinationen überantwortet. Auch Shōmu ließ sich ein zweites Mal ordinieren; die Rechtmäßigkeit einer Ordination war für Buddhisten immer wichtigstes Anliegen. Die Risshū war dabei von Anfang an auf das engste mit politischen Interessen verbunden, da die Machthaber nicht gewillt waren, das unkontrollierte Anwachsen sowohl der Macht als auch der Anzahl der Mönche, die weder Steuern zahlen noch Frondienst leisten mussten, hinzunehmen.
Shōmu scheint sich schließlich als erster Machthabender mit der Verbreitung des Buddhismus im Volk arrangiert zu haben. So versuchte er schließlich den Buddhismus zu nutzen, um fromme Buddhisten und chishiki (Gelehrte) im Volk dazu aufzufordern, beim Bau des Tōdai-ji, der Landesschutztempel und anderer Projekte zu helfen. Gyōki, anscheinend einer der beim Volk beliebtesten und einflussreichsten nicht offiziell anerkannten Mönche, wurde nicht weiter verfolgt und arbeitete schließlich mit Shōmu zusammen an der Errichtung des Tōdai-ji. Gyōki brachte angeblich auch das Orakel, dass sich der indigene Kami Amaterasu mit Vairocana identifiziere, eine Grundlage für die Verschmelzung der vorbuddhistischen, indigenen Religionen mit der Lehre Buddhas.